# University of California, San Diego Men's Volleyball
La University of California, San Diego Men's Volleyball è la squadra di pallavolo maschile appartenente alla University of California, San Diego, con sede a San Diego: milita nella Big West Conference della NCAA Division I.

## Storia
Il programma di pallavolo maschile della University of California, San Diego viene fondato nel 1989. Nel 2000 vince la NCAA Division III. Benché i programmi sportivi dell'università prendano parte alla NCAA Division II, quello di pallavolo maschile viene affiliato alla Division I NCAA. Il primo allenatore dei Tritons è Digger Graybill, alla guida dal 1989 al 1991; negli anni successivi vi è un continuo alternarsi di allenatori, fino all'arrivo dei Ron Larsen, al timone del programma dal 2000 al 2005. Dal 2006 la squadra viene affidata a Kevin Ring.
Nel 2018 il programma abbandona la Mountain Pacific Sports Federation, approdando nella neonata Big West Conference.

## Palmarès
- NCAA Division III: 1

2000

## Conference
- Mountain Pacific Sports Federation: 1993-2017
- Big West Conference: 2018-

## Allenatori
- Digger Graybill: 1989-1991
- Ron Wilde: 1992-1993
- Doug Dannevik: 1994-1996
- Duncan McFarland: 1997-1998
- Jon Stevenson: 1999
- Ron Larsen: 2000-2005
- Kevin Ring: 2006-